# 陳樂融
陳樂融（1962年6月22日—），台灣知名作詞家、劇作家、主持人。

## 早年生活
大學期間就讀於國立成功大學土木工程系。1986年，陳樂融退伍後的第一份工作為「天下雜誌」的採訪編輯，後調任新成立之企劃部。離開天下後，陳樂融轉任久大出版公司企劃主任，參與「1986台灣影像年鑑」出版。

## 職業生涯

### 唱片企劃
1980年代中期，陳樂融加入了飛碟唱片，負責撰寫專輯新聞資料、廣告和內頁文案。

### 歌詞創作
陳樂融在唱片公司的九年多內，經手數百張唱片廣告文案、製作策劃工作，發表逾五百首國台語歌詞，曾創下「潤利」排行榜入榜次數最多、蟬聯週數最多之作詞者紀錄。他第一首正式發表的作品為和詹育彰合寫的「有我有你」，由伊能靜、裘海正、方文琳合唱。當時陳志遠的曲經常與陳樂融寫歌詞搭配，包括張雨生「天天想你」、歐陽菲菲「感恩的心」、王傑「是否我真的一無所有」、七匹狼電影主題曲「永遠不回頭」等。
其他陳樂融的歌詞代表作包括葉蒨文「瀟灑走一回」、姜育恆「再回首」、郭富城「對你愛不完」、林志穎「不是每個戀曲都有美好回憶」、王傑「為了愛夢一生」、「安妮」、葉歡「放我的真心在你的手心」、「記得我們有約」、蔡幸娟「問情」、陳雷「往事就是我的安慰」等。1996年離開唱片公司。
此後陳樂融依然會受邀創作歌詞，之後的作品包括五月天瑪莎邀請創作的家家「無關了」以及由A-Lin演唱的電影「奇人密碼：古羅布之謎」主題曲「我都記得」。

### 廣播與網路事業
自1989年起，他曾任漢聲、復興、中廣、人人、亞洲之聲、美國1300中文電台、芝加哥華語電台、紐約僑聲電台等單元主持人。1996年，陳樂融參與了飛碟電台創台各項事務，共同打造飛碟電台。創台後，陳樂融擔任節目副總經理，先後主持「大夢想家」、「行銷大贏家」、「心靈投手」、「晚安我的愛」等節目。其中「大夢想家」節目於1999年獲頒新聞局「社會建設獎」。
2002年至2008年陳樂融也曾擔任六年台北之音「音樂Enjoy」主持人，2015年主持FM948蘇州音樂廣播之節目單元。2011年起，陳樂融擔任IC之音（竹科廣播）的「理性與感性」節目主持人。

### 影視與劇場跨界作品
1994年，應製作人陳琪、導演梁志民之邀，陳樂融於台北國家戲劇院推出改編莎士比亞舞台劇「新馴悍記」，陳樂融參與多部音樂劇的作詞與編劇，累積超過百首音樂劇的歌詞創作，並曾於2001年短暫兼任果陀劇場的製作總監。其中，他作詞與編劇的音樂劇曾獲第一屆台灣晶球獎最佳原著劇本獎（Email情人），以及晶球獎最佳戲劇（天使不夜城），他也以歌曲「獨自一個人唱歌」（我要成名）入圍了金曲獎傳統暨藝術類最佳作詞獎。
陳樂融參與編劇、作詞的作品包括「大鼻子情聖西哈諾」、「吻我吧娜娜」、「Email情人」、「天使不夜城」、「我愛紅娘」、「超級奶爸」、「冒牌天使」、「接送情」、「愛呀，我的媽！」、「搭錯車」等20部以上劇場作品。
在影視方面，陳樂融也擔任過編劇和監製的角色，包括「台北愛情故事之愛情讓人有點怪」、「好想跟你說」、騰訊網路大電影「我的燈塔就是你」監製及編劇、以及紀錄片「日暮歸鄉」藝術監製等。

### 公共事務
陳樂融曾經擔任四金獎項的評審（金曲獎、金馬獎、電視金鐘獎、及廣播金鐘獎）、第二十屆金曲獎評審團總召集人和頒獎人、國家表演藝術中心籌備委員會委員及第一屆董事、臺北市政府文化局流行音樂產業推動委員會第一屆及第二屆委員、臺北市政府文化局文化諮詢委員會委員、臺北市音樂創作職業工會理事、中華音樂人交流協會理事、中華音樂著作權協會董事。

## 獎項
| 年份 | 獎項                                       | 作品                                     | 結果 |
| 1990 | 金曲獎最佳年度歌曲                         | 記得我們有約                             | 入圍 |
| 1992 | 第十五屆金鼎獎最佳作詞人獎                 | Lyricist for “Merry Go Round 瀟灑走一回” | 獲獎 |
| 1993 | 金曲獎最佳方言歌曲作詞人獎                 | 華西街的一蕊花                           | 入圍 |
| 1993 | 金曲獎最佳年度歌曲獎                       | 瀟灑走一回                               | 獲獎 |
| 1995 | 金曲獎最佳作詞人獎                         | 感恩的心                                 | 入圍 |
| 1996 | 金曲獎最佳作詞人獎                         | 相親相愛                                 | 入圍 |
| 1998 | 第一屆台灣晶球獎最佳原著劇本獎             | E-mail情人                               | 獲獎 |
| 1999 | 廣播電視社會建設獎                         | 大夢想家                                 | 獲獎 |
| 2009 | 金曲獎最佳作詞人獎                         | 獨自一個人唱歌（「我要成名」音樂劇）     | 入圍 |
| 2018 | 中華音樂著作權協會「MÜST年度公演影響力」獎 | ---                                      | 獲獎 |

## 外部連結
- 陳樂融個人網站 （页面存档备份，存于）
- 陳樂融的Facebook專頁
- 陳樂融在互联网电影资料库（IMDb）上的資料（英文）
- 陳樂融在香港影庫上的簡介